# NDR Blue
NDR Blue est l'une des stations radio de la NDR. Baptisée d'abord NDR Musik Plus, le programme comprend des reprises d'émissions musicales nocturnes de NDR Info.

## Histoire
Dès le début de son émission, elle est constituée principalement des émissions Nightlounge ou Nachtclub. Chaque heure commence un bulletin d'informations et météo.
Lors de l'annonce du nouveau nom de "NDR Blue", on se demande si cela sera juridiquement possible. Elle prend définitivement ce nom le 23 octobre 2012.
Dans le même temps, le programme se complète de promotions pour les émissions musicales des autres stations de NDR, un concert quotidien (NDR Blue in Concert) et des émissions de jazz. Il y a aussi des rediffusions de programmes de NDR 2 et de N-Joy.

### Source de la traduction
- (de) Cet article est partiellement ou en totalité issu de l’article de Wikipédia en allemand intitulé « NDR Blue » (voir la liste des auteurs).